# Renzo Penna
Renzo Penna (Alessandria, 14 febbraio 1947) è un politico italiano.
Diplomato Perito Industriale Meccanico presso l'Itis "A.Volta" di Alessandria, ha lavorato come tecnico presso l'"Alfa Romeo" di Milano e l'argenteria "Ricci" di Alessandria. 
Dirigente sindacale dei metalmeccanici nella F.L.M. (Federazione Lavoratori Metalmeccanici) (1976-1983) e Segretario Generale della Camera del Lavoro di Alessandria (1983-1986), è stato Segretario regionale della CGIL del Piemonte (1986-1996) e Segretario regionale Generale aggiunto (1991-1994). Socialista, nel Psi ha fatto riferimento alla sinistra di Riccardo Lombardi. Nel 1992 si dimette dal Psi con Fausto Vigevani e i socialisti di sinistra della CGIL. Nel 1996 viene eletto alla Camera dei Deputati per l'Ulivo nel collegio di Alessandria. Fa parte del gruppo della Sinistra Democratica e opera nella Commissioni Attività produttive e nella Commissione parlamentare d'inchiesta sul ciclo dei rifiuti e sulle attività illecite. Nel 2000 si iscrive ai Democratici di Sinistra.
Nel 2004 è eletto Consigliere provinciale di Alessandria nel Collegio Alessandria IV del "Cristo"  e, dal 2004 al 2008, ricopre l'incarico di Assessore alla Tutela e alla Valorizzazione Ambientale della Provincia. 
È stato Consigliere comunale e presidente della commissione Cultura del Comune di Alessandria dal 2013 al 2017 con Sinistra Ecologia e Libertà. Presidente Comitato di Coordinamento per il controllo analogo di Amag Ambiente Spa (2015-'17).
È presidente dell'Associazione Nazionale LABOUR "Riccardo Lombardi" (www.labour.it) e dell'Associazione "Città Futura" di Alessandria (www.cittafutura.al.it).
Libri - Ha pubblicato: nel 1998 "Università: Cronaca di una Autonomia conquistata", Boccassi editore; nel 2011 "Ambiente da limite a valore", Editori Riuniti university press; nel 2016 "Vittime dimenticate. Testimonianze dei bombardamenti anglo-americani (1940-1945)", con la prefazione di Marco Revelli, Edizioni dell'Orso; nel 2019 ha curato, con Giancarlo Patrucco e la postfazione di Franco Livorsi, "Alessandria: 850 anni di Storia", edito dall'associazione "Città Futura" di Alessandria; nel 2022 "Il Lavoro come Valore - Quando c'era la F.L.M. Gli anni delle lotte sociali, della tensione, dei diritti e dell'unità (1968-1980)", con la prefazione di Maurizio Landini, Editore Falsopiano.
Per conto dell'Associazione "Labour" e in collaborazione con CGIL Nazionale e Fondazione "Di Vittorio" ha contribuito alla pubblicazione dei libri dedicati all'impegno sindacale e politico di Fausto Vigevani: "Fausto Vigevani: la passione, il coraggio di un socialista scomodo", di P. Cascella, G.Lauzi, S. Negri - Ediesse, 2004; "Fausto Vigevavi: il sindacato, la politica", di E. Montale, S.Negri - Ediesse, 2014